# فيكرز A1E1 المستقلة
الدبابة A1E1 المستقلة هي دبابة متعددة الأبراج تم تصميمها وصناعتها من قبل شركة الأسلحة البريطانية فيكرز بين الحربين العالميتين الأولى والثانية . على الرغم من أنها لم تصل إلا إلى مرحلة النموذج الأولي وأنه قد تم بناء نموذج واحد فقط، فقد قامت بالتأثير على العديد من التصميمات للدبابات الاحقة الأخرى.
تم اعتبار تصميم A1E1 بمثابة تأثير محتمل على الدبابة السوفيتية T-100 و T-28 ، والدبابة الألمانية Neubaufahrzeug ، وتصميمات الدبابات البريطانية Medium Mk III و Cruiser Mk I . الذي أترث على الدبابة السوفيتية T-35 بشكل كبير في تصميمها. 

## التصميم
كانت هذه الدبابة ذات تصميم مميز متعدد الأبراج، حيث كان لها برج مدفع مركزي مسلح بمدفع عيار 3 رطل (47 ملم) ، وأربعة أبراج فرعية أخرى مسلحة كل منها بمدفع رشاش فيكرز عيار 0.303 بوصة . تم تركيب الأبراج الفرعية الأخرى، اثنان في المقدمة واثنان في الجزء الخلفي من البرج (على بعد نصف المسافة تقريبًا على طول الهيكل بأكمله). كان مدفع البرج الخلفي الأيسر قادرًا على الارتفاع لمواجهة الطائرات كذلك. وتم تصميم الدبابة لتكون ذات قوة نيرانية ثقيلة وقوية وقدرة على الدفاع عن النفس والتفوق على أسلحة العدو في المعركة. وكان طاقمها مكون من ثمانية أفراد، وكان القائد يتواصل مع الطاقم من خلال نظام الاتصال الداخلي السلكي. لم يتم استخدام هذه الدبابة في القتال مطلقًا، لكن الجيوش الأخرى درستها بشكل ملحوظ وتبنت بعض التصميمات المستمدة منها. 

## تاريخ

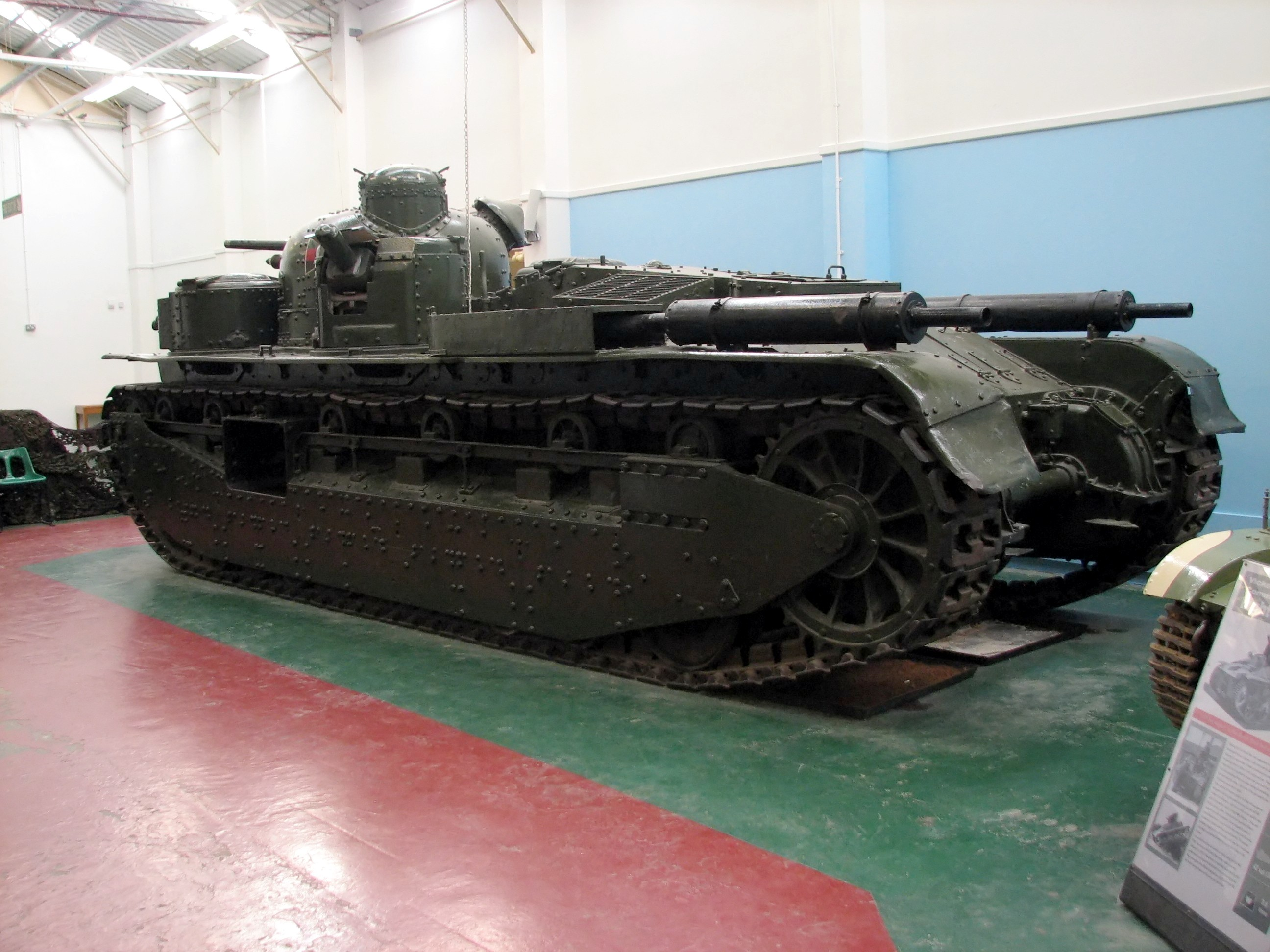
A1E1 في متحف الدبابات (2008)

بدأ التخطيط لإنشاءها في ديسمبر عام 1922 عندما وضعت هيئة الأركان العامة للجيش البريطاني المواصفات والمتطلبات.  عند استلام المواصفات، بدأت شركة فيكرز العمل على تصميم مركبة تتبع أفكار هيئة الأركان العامة من خلال وضع تصميم متعدد الأبراج خاصًا بها.  وقد تم تقديم التصميم إلى هيئة الأركان العامة التي قامت باختيار تصميم فيكرز متعدد الأبراج. تم تقديم طلب رسمي للحصول على النموذج الأولي في 15 من سبتمبر عام 1926 ولكن يبدو أن بعض الأعمال قد بدأت بالفعل قبل هذا التاريخ المحدد بوقت قصير. 
تم تصميم الخزان إلى حد كبير بواسطة ومن خلال والتر جوردون ويلسون ؛ حيث تبلغ سعته 35.8-لتر (2,180 بوصة3)وتم وضع المحرك V12 المبرد بالهواء بواسطة أرمسترونج سيدلي . كما أنها تضمنت كذلك نظام فرامل هيدروليكي جديد والذي كان لا بد من تطويره خصيصًا لها بسبب وزنها وسرعتها الكبيرة بمعايير ذلك الوقت. تم تسليم النموذج الأولي لأول مرة إلى وزارة الحرب في عام 1926، وتم عرضه على رؤساء وزراء الدومينيون في ذلك العام. 
في سنة 1928، تم تعديل الجزء الخلفي من الدبابة لتقويتها بشكل معقول.  وفي نفس الوقت ، تم تركيب واعداد تصميم جديد لكتلة الفرامل.  وتم أيضًا إعادة تصميم ناقل الحركة بشكل كبير ومطور ليلائمها. 
كانت الدبابة موضوع تجسس صناعي وسياسي كبير، وانتهت خططها في الاتحاد السوفييتي بعد ذلك، حيث ربما أثرت على تصميم دبابات T-28 و T-35 بشكل ملحوظ. في سنة 1933، حوكم الملازم في الجيش البريطاني نورمان بيلي ستيوارت وقضى خمس سنوات من عمره في السجن لتقديمه صور ومواصفات الدبابة لصحيفة إندبندنت (من بين أسرار أخرى) إلى جهة اتصال في جهاز الاستخبارات الألماني.  
ظلت الدبابة قيد الاستخدام التجريبي حتى تم إيقافها عن العمل بشكل نهائي في سنة 1935 بسبب التآكل. خلال الحرب العالمية الثانية، تم إنشاء الدبابة لتكون بمثابة مخبأ ثابت أو موقع دفاعي لحماية معسكر بوفينجتون في حالة الغزو الألماني له.  وكجزء من هذا، تم تجهيزها وتطويرها بمدفع دو عيار 3 مم مأخوذ من بندقية Vickers Medium Mark I ليحل محل البندقية القديمة التي تم تجهيزها بها من قبل (والتي ربما لم تعمل).  تم الحفاظ عليه الآن في متحف خزان بوفينجتون  على غرار من أن الجزء الداخلي من الخزان غير قابل للوصول إليه حاليًا بسبب وجود مستويات عالية من الأسبستوس داخله. 

### فهرس
- Tomczyk، Andrzej (2002). Japanese Armor Vol. 1. AJ Press. ISBN:83-7237-097-4.
- Tucker، Spencer (2004). Tanks: An Illustrated History of Their Impact. ABC-CLIO. ص. 49–51. ISBN:1-57607-995-3.
- Garth، M، "Tank A1E1, Independent (E1949.331)"، Virtual museum، The Tank Museum, Bovington، مؤرشف من الأصل في 2023-12-02
- Fletcher، David (14 يناير 2014)، The Independent، The Tank Museum، مؤرشف من الأصل في 2021-07-09

## روابط خارجية
- A1E1 فيكرز المستقلة